# Seiko Golden Grand Prix
Seiko Golden Grand Prix (dawniej Kawasaki Super Meet, Golden Grand Prix Kawasaki) – impreza lekkoatletyczna rozgrywana w Tokio, wchodząca w skład cyklu zawodów World Challenge Meetings. Po raz pierwszy zawody zorganizowano w 2011 roku, kiedy to głównym sponsorem była firma Seiko. Impreza zastąpiła mityngi Osaka Grand Prix. W latach 2011 i 2012 zawody rozgrywano na Todoroki Athletics Stadium w mieście Kawasaki, w 2013 roku imprezę przeniesiono na Stadion Olimpijski w Tokio.